# Прундень
Прундень, Прундені (рум. Prundeni) — село у повіті Вилча в Румунії. Входить до складу комуни Прундень.
Село розташоване на відстані 149 км на захід від Бухареста, 42 км на південь від Римніку-Вилчі, 57 км на північний схід від Крайови, 147 км на південний захід від Брашова.

## Населення
За даними перепису населення 2002 року у селі проживали 1722 особи, усі — румуни. Усі жителі села рідною мовою назвали румунську.